# Ottengrüner Bach
Der Ottengrüner Bach ist ein linker Zufluss des Schafbachs im Bösenbrunner Ortsteil Ottengrün im Vogtlandkreis im Freistaat Sachsen.

## Details
Der Ottengrüner Bach gehört zum Flusssystem der Weißen Elster. Er entspringt auf einer Wiese nahe der Straße von Ottengrün nach Sachsgrün an der Gemeindegrenze Bösenbrunns zu Triebel. Er folgt auf seinem gesamten Lauf der K 7857 bis zu deren Kreuzung mit der K 7855. Auf seinem 2,5 bis 3 km langen Lauf durchfließt der Bach nur Ottengrün und speist die drei dortigen Teiche. Nach Ottengrün fließt der Bach durch einen Wald, in dem er auf 486 m Höhe in den Schafbach mündet.